# Igor Lewczuk
Igor Lewczuk (* 30. Mai 1985 in Białystok) ist ein polnischer Fußballspieler.

## Laufbahn

### Vereine
Lewczuk begann seine Karriere in seiner Heimatstadt bei Hetman Białystok. 2006 wechselte er zum Drittligisten Znicz Pruszków. Nach zwei Jahren in der  2. Liga kehrte er nach Białystok zurück, wo er für Jagiellonia spielte. 2010 gewann er mit Jagiellonia den polnischen Fußballpokal. Im Januar 2011 wurde er an den Zweitligisten Piast Gliwice ausgeliehen. Von dort wurde er  nach 13 Einsätzen zur Spielzeit 2011/12 an Ruch Chorzów weiterverliehen. Am Ende der Saison wurde Lewczuk von Chorzów für die folgende Spielzeit fest verpflichtet.  2013 nahm ihn Zawisza Bydgoszcz unter Vertrag. Mit Aufsteiger Zawisza belegte er den 8. Platz in der Ekstraklasa und gewann den polnischen Fußballpokal. Im Finale gegen Zagłębie Lubin verwandelte er den entscheidenden Strafstoß des Elfmeterschießens. 2014 unterschrieb er einen Vertrag bis 2017 beim Ligakonkurrenten Legia Warschau. Doch schon im August 2016 wechselte er weiter zu Girondins Bordeaux in die Ligue 1. Im Juni 2019 wechselte Lewczuk wieder nach Legia Warschau zurück und unterschrieb dort einen Vertrag für die Saison 2019/20 mit der inzwischen wahrgenommenen Option der Verlängerung um ein weiteres Jahr.

### Nationalmannschaft
In der polnischen Nationalmannschaft kam Lewczuk 2014 in zwei Freundschaftsspielen gegen Norwegen (3:0) und Moldawien (1:0) zum Einsatz, in denen er ohne Torerfolg blieb.

## Erfolge
- Polnischer Meister: 2016
- Polnischer Pokalsieger: 2010, 2014, 2015, 2016